# Historia Tajlandii
Historia Tajlandii (Syjamu) – całokształt dziejów polityczno-społecznych, kulturalnych i gospodarczych państwa i narodu tajskiego oraz terenów na których w przyszłości miało się ono rozwinąć.

## Okres pre-tajski
W górskich jaskiniach Azji Południowo-Wschodniej zachowały się ślady bytności myśliwsko-zbierackich plemion, sięgające czasów sprzed 180 tysięcy lat, jednak są one nieliczne i słabo udokumentowane. Osadnictwo zwiększyło się z nadejściem kultury ryżu i epoki brązu około 2500 lat p.n.e., nasilając się jeszcze bardziej w epoce żelaza około V wieku p.n.e.
Osiedla z epok brązu i żelaza zakładano na wzgórzach i otaczano fosami. Uprawiano ryż i hodowano bydło, trzymano także psy, w dalszym ciągu parano się łowiectwem i zbieractwem, handlowano cennymi przedmiotami, takimi jak korale i ceremonialne bębny. Archeolodzy podejrzewają, że właśnie w tym czasie nowa fala ludności mogła rozproszyć się po całym regionie, przynosząc uprawę ryżu, obróbkę metali, domowe zwierzęta i języki, które dziś zaliczamy do grupy mon-khmerskiej. Prawdopodobnie osiedlano się najpierw wzdłuż wybrzeży, wchodzono także wzdłuż rzek w głąb lądu, aż ku wyżynom.
W okolicach ostatniego stulecia przed naszą erą ludność regionu zaczęła handlować z Indiami, co przyniosło stamtąd nowe idee i technologie. Zaczęły się pojawiać większe osiedla, zwłaszcza w dorzeczu dolnego Mekongu oraz na zachodzie, poczynając od dolnego biegu Menamu, poprzez pasma górskie na przesmyku Kra u nasady Półwyspu Malajskiego aż do jego zachodniego wybrzeża. W VI wieku n.e., dzięki zaadaptowaniu pisma przyniesionego z południowych Indii, ludność zamieszkująca oba regiony zaczęła pisać w językach khmerskim i mon. Władcy organizowali prace melioracyjne, wprowadzając równocześnie indyjskie koncepcje miejskiego życia, budowli, religii i zarządzania krajem, tworząc tym samym nowe centra miejskie, systemy państwowe i monarchie. Wspaniała stolica w Angkorze stała się wzorem, który budził szacunek i był odtwarzany w mniejszych centrach rozproszonych na zachodzie, na równinie Korat i w dorzeczu Menamu. Do kolejnego napływu ludności doszło z północy drogami wiodącymi przez pasma górskie.

## Początki Tajlandii
Początek historii Tajlandii wiąże się z migracją Tajów z południowo-zachodniej części Chin. Ludność ta dotarła na terytorium obecnego państwa w X–XII wieku. Tajowie opanowali dorzecze Menamu, zasymilowali się z żyjącymi tu Khmerami, ulegając jednocześnie wpływom ich kultury i ich religii – buddyzmu. W 1350 założono w dolinie Menamu Ajutthaję, stolicę królestwa. Państwo ze stolicą w Ajutthai objęło prawie cały Półwysep Indochiński.
Okres rozkwitu nastąpił w XV wieku, a osłabienie w XVI wieku. W XVI i XVII w. rozpoczęły się kontakty z Europejczykami m.in. Portugalczykami, Hiszpanami, Holendrami i Anglikami.

## Upadek Ajutthai i założenie Bangkoku
W 1760 siły birmańskie, wykorzystując problemy wewnętrzne na dworze tajskim, dokonały inwazji Tenasserim uchodzącego za wasalne księstwo Ajutthaji. Kolejne prowincje tajskie wpadły w ręce najeźdźców bez jakiegokolwiek oporu. Ośmieleni tym faktem Birmańczycy kontynuowali swój pochód w kierunku stolicy. Wojna tocząca się ze zmiennym szczęściem zakończyła się ostatecznie 7 kwietnia 1767 roku zdobyciem przez najeźdźców stołecznej Ajutthai. Birmańczycy zniszczyli i złupili miasto, uprowadzając jego władcę oraz członków rodziny panującej.
Birmańczycy po dwóch latach wycofali swe oddziały, pozostawiając w kraju zaledwie kilkutysięczna armię. W tym czasie w powstałej próżni politycznej pojawiło się wielu pretendentów, którzy uzurpowali sobie prawa do objęcia tronu w Ajutthai. Nad chaosem zapanował w końcu dawny dowódca wojsk Ajutthai – Taksin. W związku z panującym przekonaniem, że stara, zniszczona Ajutthaja nie będzie już dłużej wywierać pozytywnych wpływów kosmicznych, Taksin wybrał na swoją nową stolicę Thonburi położone w dolnym biegu rzeki Menam. 28 grudnia 1768 roku koronował się na króla Syjamu w stołecznym Thonburi.
Po zażegnaniu bezpośredniego zagrożenia ze strony Birmańczyków rozpoczął trudne dzieło jednoczenia królestwa. Okazał się zdolnym przywódcą i wojskowym. Od lat 70. XVIII wieku Taksin sprawował władzę nad niemal wszystkimi terenami dawnej Ajutthaji, a ukoronowaniem jednoczenia dawnych ziem stało się podporządkowanie sobie w 1775 roku niedawnego wasala Birmy – i konkurencyjnego królestwa tajskiego – Chiang Mai po północy. Następnie wysłał zakończoną sukcesem ekspedycję wojskową do Kambodży i Laosu.
Nieoczekiwany kres władzy Taksina przyniósł zamach pałacowy przeprowadzony w 1782 roku przez jednego z jego najbliższych współpracowników Thong Duanga, znanego później jako Czakri. 6 kwietnia 1782 roku ogłosił się on królem i założył nową dynastię nazwaną jego imieniem, która panuje w Tajlandii do dzisiaj. Nowy władca dokonał ponownego przeniesienia swej królewskiej stolicy z Thonburi na drugi brzeg rzeki do współczesnego Bangkoku. W mieście zbudowano wiele kanałów wykorzystywanych zarówno do transportu, jak i do celów obronnych oraz nowy pałacu królewski. Znaczna część budulca została przetransportowana z ruin Ajutthaji, co miało znaczenie symboliczne.
Wkrótce po objęciu tronu Rama I musiał stawić czoła zmasowanemu najazdowi birmańskiemu. Po rozgromieniu sił najeźdźcy w 1786 roku władcy Birmy musieli ostatecznie pogodzić się z niepodległym statusem Syjamu. W tym samym roku pozycja Syjamu jako regionalnej potęgi została ostatecznie potwierdzona wraz z oficjalnym uznaniem Ramy I za nowego króla przez cesarza Chin, którego to kraj od stuleci pozostawał, przynajmniej w wymiarze symbolicznym, suwerenem Syjamu.

## Presja ze strony Europejczyków w XIX wieku
Państwo, znane od XIX wieku pod nazwą Syjam, stale umacniało się, ale próby powiększenia terytorium zostały zahamowane przez rosnące w tym regionie wpływy brytyjskie i francuskie. W pierwszej połowie XIX wieku w Syjamie zaczęli się pojawiać coraz liczniejsi misjonarze europejscy. Odbywający wówczas nowicjat przyszły następca tronu – młody książę Mongkut – dzięki kontaktom z nimi przyswoił sobie zachodnie spojrzenie na wiele kwestii dotyczących społeczeństwa i polityki.
Kiedy Mongkut obejmował tron w 1851 roku jako Rama IV, Syjam znalazł się u progu nowej ery. Zarówno okres panowania Mongkuta, jak i czas władzy jego syna Chulalongkorna (Rama V) przypadały na okres, kiedy południowo-wschodnie królestwo azjatyckie musiało stawić czoła zachodniej ekspansji kolonialnej. Odpowiedź na to wyzwanie była związana z koniecznością podjęcia głębokich reform strukturalnych, a ostatecznie budowy nowoczesnego państwa narodowego.
Potęgą kolonialną, która najwcześniej pojawiła się u granic Syjamu – i której polityka mogła się okazać brzemienna w skutkach dla przyszłych losów królestwa – była Wielka Brytania. Już na przełomie XVIII i XIX wieku pod brytyjskim panowaniem znalazły się tereny na Półwyspie Malajskim, obejmujące Penang, Singapur i Malakkę. W rezultacie zwycięskich wojen z Birmą w 1826 i 1852 roku pod panowaniem brytyjskim znalazły się tereny położone na zachód od Syjamu.
W czasach panowania Mongkuta do rywalizacji kolonialnej w Azji Południowo-Wschodniej przyłączyła się Francja. Pod koniec lat 50. XIX wieku Francuzi przejęli kontrolę nad południową częścią Annamu i utworzyli kolonię Kochinchiny na terenach współczesnego Wietnamu. Stosunki Syjamu i Francji początkowo układały się nadzwyczaj pomyślnie. Jednak w 1863 roku król Kambodży został nieoczekiwanie nakłoniony do przyjęcia francuskiego protektoratu, choć Kambodża od lat była uważana za państwo wasalne wobec Syjamu. Następnie Francuzi odebrali krajowi zwierzchnictwo nad Laosem (1893), który włączono do Indochin Francuskich.
Wejście w życie postanowień rozlicznych umów prawno-międzynarodowych zawieranych w drugiej połowie XIX wieku przez rząd w Bangkoku z mocarstwami kolonialnymi stanowiło moment przełomowy w historii kraju. Z perspektywy czasu można przyjąć, że za cenę częściowego zrzeczenia się swojej suwerenności Królestwu Syjamu udało się utrzymać jako jedynemu państwu w całym regionie przynajmniej formalną niepodległość. Ostatecznie okazało się też, że polityczne ustępstwa rządu w Bangkoku były znikome, a skutki klauzul gospodarczych zawieranych porozumień szybko zaczęły przynosić krajowi niespodziewane korzyści gospodarcze i cywilizacyjne.

## Reformy z końca XIX i początku XX wieku
Proces ostrożnych reform politycznych i śmiałego otwierania się kraju na świat zewnętrzny częściowo zahamowała przedwczesna śmierć Mongkuta w 1869 roku. Na tron wstąpił jego syn – młodziutki książę Chulalongkorn, który po uzyskaniu dorosłości podjął się reformowania systemu administracyjnego państwa i zaciśnienia kontroli nad peryferyjnymi prowincjami.
W 1892 roku król utworzył ministerstwo spraw wewnętrznych, powierzając jego kierownictwo swojemu bratu. Przed nowym urzędem postawiono zadanie przejęcia całości władzy spoczywającej do tej pory w rękach wasalnych książąt. Znaczne poszerzenie aparatu administracji publicznej pociągało za sobą znaczne koszty, co doprowadziło do reorganizacji systemu podatkowego. W 1887 roku podjął on działania ograniczające hazard i handel opium, i zmierzał do zniesienia niewolnictwa na terenie królestwa. Kolejne dekady poświęcono na tworzenia nowoczesnego, opartego na zachodnich standardach systemu edukacyjnego oraz budowanie wspólnej dla wszystkich mieszkańców Syjamu tożsamości narodowej.
Po nieoczekiwanej śmierci króla Chulalongkorna 23 października 1910 roku oficjalnie potwierdzono wstąpienie na tron księcia Vajiravudha, który rządził przez blisko 15 lat jako Rama VI. Vajiravudh właściwie przez cały czas swego panowania pozostawał w cieniu swego wielkiego poprzednika. Przy okazji pierwszego spotkania z poddanymi zwrócił on uwagę na potrzebę jedności narodowej i w krótkiej formie przedstawił zarys tego, co w jego opinii miało się stać fundamentem tajskiego nacjonalizmu: idee narodu, religii i króla. Kładł nacisk na nacjonalizm i militaryzm, m.in. przez utworzenie organizacji Korpusu Dzikich Tygrysów, i zmianę flagi państwowej na używaną obecnie. Po długim wahaniu 22 lipca 1917 roku Syjam zdecydował ostatecznie o opowiedzeniu się po stronie mocarstw sprzymierzonych w I wojnie światowej.
Vajiravudh zmarł młodo, nie pozostawiając dziedzica. W 1925 roku tron objął jego rodzony brat – książę Prajadhipok jako Rama VII. Starał się kontynuować reformy swoich poprzedników, ale w kraju narastało niezadowolenie z uprzywilejowanej pozycji monarchi, a kryzys na rynkach w 1929 doprowadził do zapaści cen ryżu. W 1932 nastąpił wojskowo-cywilny zamach stanu, który doprowadził do ustanowienia monarchii konstytucyjnej. W październiku 1933 monarchiści skupieni wokół księcia Bowaradeja podjęli próbę zamachu stanu w celu przywrócenia monarchii absolutnej, lecz zamach nie powiódł się. W 1936 roku stanowisko Ministra Obrony objął Plaek Pibulsongkram (Luang Pibunsongkram), który w grudniu 1938 został premierem. Rządy objęło wojsko, a kraj wszedł na ścieżkę militaryzmu, pod przywództwem Pibulsongkrama. 23 czerwca 1939 roku nazwę kraju zmieniono na Tajlandia.

## II wojna światowa
Rząd Tajlandii w 1940 zawarł pakt o nieagresji z Japonią, a później sojusz wojskowy i polityczny. W październiku 1940 Tajlandia w celu odzyskania kontroli nad Laosem i Kambodżą rozpoczęła działania przeciw francuskim Indochinom, które od grudnia przekształciły się w wojnę z Francją. Tajlandia brała udział w wojnie przeciw aliantom (tylko teoretycznie). W 1944 odsunięto od władzy rząd popierający Japonię po to, aby nie brać odpowiedzialności za udział w wojnie po stronie państw Osi.

## Okres powojenny
Po wojnie utrzymywano przyjazne stosunki z USA, wysłano do Wietnamu oddziały wspomagające wojska amerykańskie. Polityka ta doprowadziła w 1965 roku do wybuchu w kraju powstania zorganizowanego przez lewicujący Zjednoczony Front Patriotyczny Tajów trwający do 1983 roku. Powstańcy wsparci zostali przez Wietnam, Laos i Chiny. W latach 60. i 70. Tajlandia uczestniczyła w tłumieniu drugiego powstania malajskiego, które zagrażało tajskiemu rządowi ze względu na liczny udział Tajów w partyzantce malajskiej, a także na obecność wojskową partyzantów na obszarach granicznych. Tajlandia swoje stanowisko względem powstania zmieniła w latach 80. a w 1989 roku z jej pomocą wynegocjowano porozumienie pokojowe kończące długoletni konflikt. W 1974 roku Zgromadzenie Narodowe uchwaliło konstytucję, ustanawiającą w Tajlandii demokrację parlamentarną. Mimo stopniowej demokratyzacji, w 1976 roku doszło do masakry na Uniwersytecie Thammasat, podczas której do protestujących studentów otworzono ogień, zabijając około 100 osób. Konstytucję anulowano w 1977 roku po kolejnym przewrocie wojskowym. Zgromadzenie uchwaliło nową konstytucję w następnym roku. Po tym gdy w 1979 roku Wietnam obalił reżim Demokratycznej Kampuczy Tajlandia wsparła partyzantkę Czerwonych Khmerów co poskutkowało incydentami granicznymi i starciami z wojskiem wietnamskim na granicy Tajlandii i Kambodży.

## XXI wiek

### Historia najnowsza
Na czele rządu w latach 2001–2006 stał premier Thaksin Shinawatra, wcześniej biznesmen i potentat telekomunikacyjny. W czasie swoich rządów zyskał poparcie biedniejszej ludności wiejskiej z północnej i północno-wschodniej części kraju z powodu znacznej rozbudowy polityki socjalnej, obejmującej darmowy dostęp do służby zdrowia i edukacji. Krytycy premiera, wywodzący się z kręgów wielkomiejskich, klasy średniej i monarchistów, zarzucali mu populizm i niedostateczne okazywanie szacunku królowi. Utworzyli oni ruch społeczny skierowany przeciw jego władzy pod nazwą Ludowy Sojusz na rzecz Demokracji i wybrali „żółte koszule”, na znak solidarności z monarchią (kolor żółty był symbolem króla). W 2006 rozpoczęli w kraju protesty, domagając się ustąpienia Shinawatry, które sparaliżowały funkcjonowanie i zarządzanie krajem.

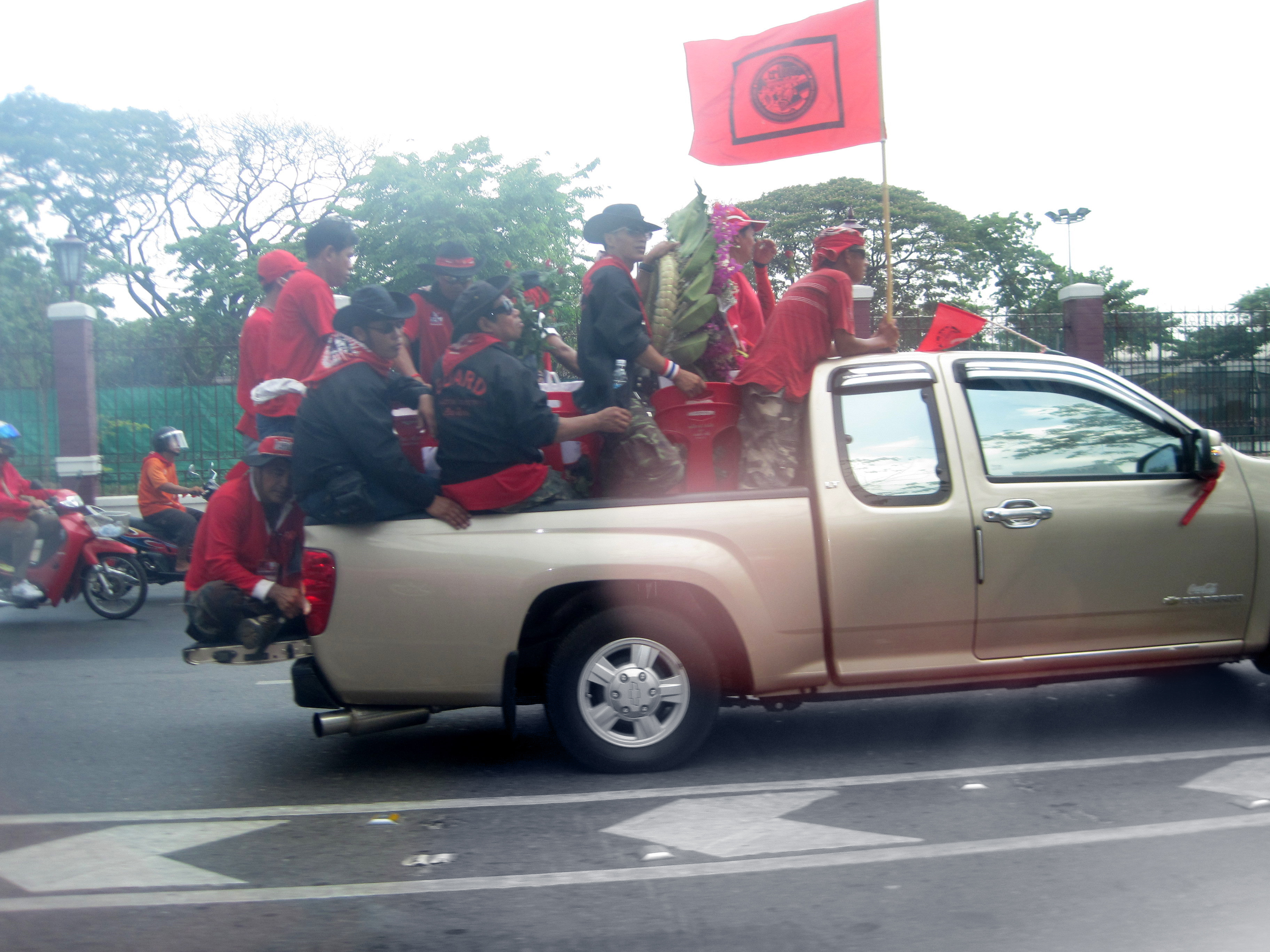
Samochód z „czerwonymi koszulami”, kwiecień 2010

W sytuacji nasilającego się kryzysu wewnętrznego, we wrześniu 2006 władzę przejęło wojsko, które dokonało zamachu stanu. Przewrót został przeprowadzony w czasie pobytu premiera Shinawatry na sesji Zgromadzenia Ogólnego ONZ w Nowym Jorku. Nie wrócił on już do kraju, w którym wszczęte zostało przeciw niemu postępowanie korupcyjne. W Tajlandii na czele państwa stanęła junta wojskowa, która w grudniu 2007 przeprowadziła demokratyczne wybory parlamentarne. W ich wyniku najwięcej mandatów zdobyli dawni współpracownicy i zwolennicy Shinawatry, cieszącego się nadal niesłabnącym poparciem mniej zamożnych obywateli. Przed wyborami utworzyli nową partię polityczną, Partię Władzy Ludu. Na czele nowego rządu stanął jej lider, Samak Sundaravej. W maju 2008 „żółte koszule” ponownie rozpoczęły serię protestów w kraju, oskarżając nową administrację o ścisłe powiązania z byłym premierem i wykonywanie jego poleceń. Nowa fala manifestacji nastąpiła w sierpniu 2008, w wyniku której premier Sundaravej, oskarżony dodatkowo przed sąd o złamanie konstytucji, podał się do dymisji. Na czele rządu stanął wicepremier Somchai Wongsawat, szwagier Shinawatry. Mimo zmiany szefa rządu, Ludowy Sojusz na rzecz Demokracji kontynuował antyrządowe demonstracje w Bangkoku. Protesty coraz bardziej utrudniały normalne funkcjonowanie państwa. Pod koniec listopada 2008 demonstranci zajęli dwa stołeczne lotniska, całkowicie blokując ruch pasażerski. Protesty zakończyły się w grudniu 2008, kiedy sąd nakazał natychmiastowe rozwiązanie Partii Władzy Ludu i wykluczył jej liderów na 5 lat z życia politycznego pod zarzutem fałszerstw w czasie wyborów z 2007. Władzę w kraju przejęła popierana przez „żółte koszule” największa partia opozycyjna, Partia Demokratyczna na czele z Abhisitem Vejjajivą. Po kolejnej zmianie na szczytach władzy na ulice wyszli tym razem zwolennicy byłego premiera Shinawatry. W marcu 2009 stworzyli oni ruch społeczny o nazwie Zjednoczony Front Demokracji Przeciw Dyktaturze a ich znakiem rozpoznawczym został kolor czerwony. Pierwsze protesty rozpoczęli wiosną 2009. W kwietniu 2009 zajęli budynek konferencyjny w Pattayi, w którym miało obyć się spotkanie państw ASEAN. W rezultacie międzynarodowy szczyt został odwołany, a w kraju został wprowadzony stan wyjątkowy. W protestach na ulicach Bangkoku zginęły wówczas 2 osoby. Liderzy opozycji zdecydowali się zakończyć akcję w połowie kwietnia, obawiając się kolejnych ofiar, po tym jak w rejony demonstracji zostały skierowane oddziały wojska. „Czerwone koszule” domagały się rozwiązania parlamentu i organizacji wcześniejszych wyborów. Zarzucały przejęcie władzy przez rząd Abhisita w sposób niedemokratyczny i bezprawny, wyłącznie dzięki decyzjom stronniczych sądów, a nie z nadania wyborczego.
W 2010 roku „czerwone koszule” ponowiły żądania dymisji rządu i rozpisania wcześniejszych wyborów parlamentarnych. Do zaognienia dawnego konfliktu przyczynił się wyrok sądu z 26 lutego 2010 o konfiskacie części majątku przebywającego od 2006 na emigracji premiera Thaksina Shinawatry. Władze na początku marca ogłosiły wprowadzenie w dniach 11–23 marca stanu wyjątkowego w Bangkoku i siedmiu sąsiednich prowincjach. Stan wyjątkowy przekazywał wiele uprawnień w ręce wojska i ograniczał prawa obywatelskie. Wojsko zyskiwało prawo wprowadzania godziny policyjnej, zakazywania zgromadzeń i organizowania punktów kontrolnych obywateli. Stan wyjątkowy pogłębił chaos i przyczynił się do bardzo licznych protestów. W protestach zginęło ponad 90 osób a gospodarka kraju znacznie osłabła.
W drugiej połowie 2011 nastąpiła największa od pięćdziesięciu lat powódź w Tajlandii.
W 2013 i 2014 przez kraj przetoczył się kolejne fale protestów. Protesty zapoczątkowali zwolennicy „żółtych koszul” po tym gdy rząd poparł ustawę amnestyjną na mocy której do Tajlandii wrócić mógł były premier Thaksin Shinawatra. W protestach starli się ze sobą zwolennicy „żółtych koszul” i zwolennicy Shinawatra „czerwone koszule”. Protesty ustały w 2014 roku na skutek kolejnego wojskowego zamachu stanu. Puczystów poparł król a rzeczywistą władzę przejęła wojskowa junta. Pucz przyczynił się do międzynarodowej izolacji Tajlandii.
Dodatkowo destabilizacyjnie na sytuację w Tajlandii wpływa to że od  początku XXI wieku na południu kraju trwa powstanie zwolenników oderwania od państwa części zdominowanej przez muzułmanów oraz konflikt graniczny z sąsiednią Kambodżą (starcia o Preah Vihear w 2008 i 2011 roku).